# لوكاس إيفانجيليستا
لوكاس إيفانجيليستا (بالبرتغالية: Lucas Evangelista Santana de Oliveira‏) (6 مايو 1995 بليميرا في البرازيل - ) هو لاعب كرة قدم برازيلي في مركز الوسط. شارك مع منتخب البرازيل تحت 20 سنة لكرة القدم. أما مع النوادي، فقد لعب مع إشتوريل برايا وباناثينايكوس ونادي أودينيزي ونادي ساو باولو.

## روابط خارجية
- لوكاس إيفانجيليستا على موقع قاعدة بيانات كرة القدم.إي يو (الإنجليزية)
- لوكاس إيفانجيليستا على موقع ليكيب (الفرنسية)
- لوكاس إيفانجيليستا على موقع Soccerbase.com (لاعب) (الإنجليزية)
- لوكاس إيفانجيليستا على موقع Soccerway.com (الإنجليزية)
- لوكاس إيفانجيليستا على موقع عالم كرة القدم.نت (الإنجليزية)
- لوكاس إيفانجيليستا على موقع AS.com (الإسبانية)